# Liste der dänischen Abgeordneten zum EU-Parlament (1994–1999)
Die Liste der dänischen Abgeordneten zum EU-Parlament (1994–1999) listet alle dänischen Mitglieder des 4. Europäischen Parlaments nach der Europawahl in Dänemark 1994.

## Mandatsstärke der Parteien
- SPE: 3
- Grüne: 1
- ELDR: 5
- EVP: 3
- EN: 4

| Nationale Partei                | Mandate             | Fraktion                                                                    |
| ------------------------------- | ------------------- | --------------------------------------------------------------------------- |
| Venstre (V)                     | 4                   | Fraktion der Europäischen Liberalen, Demokratischen und Reformpartei (ELDR) |
| Radikale Venstre (R)            | 1                   | Fraktion der Europäischen Liberalen, Demokratischen und Reformpartei (ELDR) |
| Folkebevægelsen mod EU (N)      | 2                   | Europa der Nationen (EN)                                                    |
| JuniBevægelsen (J)              | 2                   | Europa der Nationen (EN)                                                    |
| Socialdemokraterne (A)          | 3                   | Fraktion der Sozialdemokratischen Partei Europas (SPE)                      |
| Socialdemokraterne (A)          | 4 (ab 7. Okt. 1996) | Fraktion der Sozialdemokratischen Partei Europas (SPE)                      |
| Det Konservative Folkeparti (C) | 3                   | Fraktion der Europäischen Volkspartei (EVP)                                 |
| Socialistisk Folkeparti (F)     | 1                   | Fraktion Die Grünen                                                         |
| Socialistisk Folkeparti (F)     | 0 (ab 7. Okt. 1996) | Fraktion Die Grünen                                                         |
| Gesamt                          | 16                  |                                                                             |

## Abgeordnete
| Bild | MEP                  | Lebens- daten | von             | bis             | Partei | Fraktion     | Anmerkungen                                                                                              |
| ---- | -------------------- | ------------- | --------------- | --------------- | ------ | ------------ | --- |
|      | Freddy Blak          | 1945          | 19. Juli 1994   | 19. Juli 1999   | A      | SPE          | |
|      | Jens-Peter Bonde     | 1948–2021     | 19. Juli 1994   | 19. Juli 1999   | J      | EN           | |
|      | Lone Dybkjær         | 1940–2020     | 19. Juli 1994   | 19. Juli 1999   | R      | ELDR         | |
|      | Lilli Gyldenkilde    | 1936–2003     | 19. Juli 1994   | 14. Januar 1996 | F      | GrüneGUE/NGL | Fraktionswechsel am 21. Dezember 1994; Nachrücker: John Iversen                                          |
|      | Bertel Haarder       | 1944          | 19. Juli 1994   | 19. Juli 1999   | V      | ELDR         | |
|      | Eva Kjer Hansen      | 1964          | 19. Juli 1994   | 19. Juli 1999   | V      | ELDR         | |
|      | John Iversen         | 1954          | 15. Januar 1996 | 19. Juli 1999   | FA     | GUE/NGLSPE   | Nachgerückt für Lilli Gyldenkilde; Fraktionswechsel am 1. Oktober 1996; Parteiwechsel am 7. Oktober 1996 |
|      | Kirsten Jensen       | 1961          | 19. Juli 1994   | 19. Juli 1999   | A      | SPE          | |
|      | Lis Jensen           | 1952          | 19. Juli 1994   | 19. Juli 1999   | N      | EN           | |
|      | Niels Anker Kofoed   | 1929–2018     | 19. Juli 1994   | 19. Juli 1999   | V      | ELDR         | |
|      | Ole Krarup           | 1935–2017     | 19. Juli 1994   | 19. Juli 1999   | N      | EN           | |
|      | Frode Kristoffersen  | 1931–2016     | 19. Juli 1994   | 19. Juli 1999   | C      | EVP          | |
|      | Karin Riis-Jørgensen | 1952          | 19. Juli 1994   | 19. Juli 1999   | V      | ELDR         | |
|      | Christian Rovsing    | 1936          | 19. Juli 1994   | 19. Juli 1999   | C      | EVP          | |
|      | Ulla Sandbæk         | 1943          | 19. Juli 1994   | 19. Juli 1999   | J      | EN           | |
|      | Poul Schlüter        | 1929–2021     | 19. Juli 1994   | 19. Juli 1999   | C      | EVP          | |
|      | Niels Sindal         | 1950          | 19. Juli 1994   | 19. Juli 1999   | A      | SPE          | |